# Bariq
Bariq (arabsky يارق‎) je město v Saúdské Arábii na jihozápadě Arabského poloostrova. Patří do provincie Asir a nachází se asi 120 km od jejího hlavního města Abhá.
Leží ve vzdálenosti osmdesáti kilometrů od pobřeží u hory Hidžás, asi 380 metrů nad mořem, a má kolem 50 000 obyvatel (2010). Do roku 1924 patřilo Osmanské říši, pak jej dobyli vahhábovci. Je významným obchodním střediskem a má rozvinutý potravinářský průmysl.